# نيتيلا
هناك نوعان مشهوران جدا من بين عدد كبير من الأنسجة في أثيوبيا وارتيريا وهما النيتيلا والجابي. ترتدي النساء في اثيوبيا واريتيريا النيتيلا وهو وشاح مصنوع يدويا من القطن ورقيق جدا وناعم وملمسه يشبه الشاش ويتكون من طبقتين فقط من القماش وهو كبير نسبيا حيث تبلغ قياساته 63x102 انش وعادة مايكون النيتيلا أبيض اللون لكن أطرافه ملونة وهو ما يسمى بـ«تيبيب» وهو عبارة عن عمودان بعرض انش إلى انشين ويكون العمود الأول لون واحد فقط أما الآخر فقد يكون بألوان وأشكال متعددة.
وقد يُلبس النيتيلا بعدة طرق ففي الحالات العامة يُغطي النيتيلا الظهر والكتفين ويكون طرف الوشاح فوق الكتف الأيمن أما عند الدخول إلى الكنيسة فتفتح طبقتا النيتيلا ويطوى كلا الطرفين على الكتفين.وتكون علامة حداد إذا كان طرفي الوشاح حول الوجه والأكتاف لكن إذا كان طرف الوشاح على الكتف الأيسر فإن هذا دلالة على الراحة.
هناك عدة أنواع شبيهه بالنيتيلا مثل الفوتا وهو شال ملون وتكون قياساته غالبا 58x105 انش وعادة مايكون هناك عدة تصاميم للفوتا.طريقة لبس الفوتا ببساطه هو بأن يلف حول الأكتاف أو حول الرأس مثل الشال.وهناك أيضا الدونشا وهي نوع آخر من الأوشحة ويكون طويل جداً بأطراف ملونة وترتديه النساء المتزوجات فقط ويبلغ طوله في بعض الأنواع إلى 26 قدم.